# Platygaster herricki
Platygaster herricki är en stekelart som beskrevs av Alpheus Spring Packard 1880. Platygaster herricki ingår i släktet Platygaster och familjen gallmyggesteklar. Inga underarter finns listade i Catalogue of Life.